# La Presse francophone d'Égypte numérisée

La Presse francophone d'Égypte numérisée est un projet soutenu par l'Agence nationale de la recherche, réalisé par le Centre d'études alexandrines. Il s’agit de la numérisation de la presse francophone d’Égypte, soit plus de deux-cents ans de publications depuis l’importation de la première presse typographique par Bonaparte en juillet 1798.
Les deux premières publications, le Courrier d’Égypte et La Décade égyptienne ont marqué pendant trois ans le véritable début de la presse en Égypte et particulièrement de la presse francophone dans ce pays.
Pendant trois ans, le Courrier d’Égypte a paru tous les cinq jours (puis tous les dix jours vers la fin de sa publication) sur quatre pages dans un petit format (20 x 14 cm, proche du A5). Son but était de donner des bonnes nouvelles de l’occupation du terrain égyptien par les troupes françaises ainsi que les ordres et proclamations de Bonaparte, puis des généraux Kléber et Menou.
La Décade égyptienne est un journal littéraire et d’économie politique délivrant les travaux des Savants de l'Institut d’Égypte, complétant les nouvelles militaires fournies par le Courrier d'Égypte.
Par la suite, on dénombre plus de deux-cents titres francophones en Égypte depuis ces deux pionniers.
Ce projet de numérisation de la presse francophone d'Égypte consiste à un dépouillement systématique de cette presse francophone, avec une indexation des articles et des thèmes traités, puis la mise à disposition des pages numérisées en mode « texte intégral ».
Au total, le Centre d'études alexandrines a recensé 104 titres de presse française (commerciales, juridiques, estudiantines, littéraires, etc.) publiés en deux siècles, représentant 40 000 pages.